# Lac Aigneau
Der Lac Aigneau ist ein See in der kanadischen Provinz Québec.

## Lage
Der Lac Aigneau liegt auf der Labrador-Halbinsel 140 km südwestlich von Kuujjuaq. Der See befindet sich im Bereich des Kanadischen Schildes auf einer Höhe von etwa 230 m. Er hat eine Längsausdehnung in Nord-Süd-Richtung von 11,5 km und eine Breite von 2,8 km. Die Wasserfläche beträgt 34 km². Der See wird vom Rivière Aigneau, einem rechten Nebenfluss des Rivière aux Mélèzes, in nördlicher Richtung durchflossen.

## Etymologie
Der Lac Aigneau wurde nach Marquis P. d’Aigneau (oder Aigneaux) benannt, einem Verwalter der Société Revillon Frères, die in Labrador Pelzhandel betrieb.